# Plagiogonus ramamiensis
Plagiogonus ramamiensis är en skalbaggsart som beskrevs av Zdzisława Stebnicka 1981. Plagiogonus ramamiensis ingår i släktet Plagiogonus och familjen Aphodiidae. Inga underarter finns listade i Catalogue of Life.